# Franjo Ledić
Franjo Ledić zvani Dervenćanin (Derventa, 12. ožujka 1892. − Zagreb, 26. rujna 1981.) bio je hrvatski i jugoslavenski amaterski filmski redatelj, scenarist, avanturist i publicist, te otac lutajućeg reportera Gerharda Ledića.
Poznat je po osnivanju »Ocean-filma« (kasnije Jadran film) te svojim samoobjavljenim publicističkim djelima o rekonstrukciji slavenske mitologije, koja stručni etnolozi danas smatraju romantiziranima, netočno interpretiranima i nekritičkima.

## Djetinjstvo i mladost
Rođen je u selu Velika, kraj Dervente, u bosanskoj Posavini, gdje je njegov otac radio kao zidar, sudjelujući u gradnji dvora, kule i džamije za bega Karabegovića. Ledićev je otac bio pečalbar, odnosno najamni sezonski radnik, kao i njegovi preci, koji su preko Travnika, došli u Derventu, a porijeklom su bili iz Aržana, mjesta na sjeverozapadu Imotske krajine, uz granicu s BiH. Razlog takvih migracija treba tražiti u austrougarskom protektoratu iz 1878., odnosno kasnijoj aneksiji BiH iz 1908., kada je nova austrougarska uprava iz svih krajeva dovodila radnike i činovnike zbog potreba modernizacije područja.  
U rodnom mjestu pohađa pučku (osnovnu) školu, a srednju školu upisuje u Derventi. Kao šesnaestogodišnjak, 1908., na sajmištu u Iloku, prvi put gleda film, koji je puštala putujuća cirkuska družina. Otac mu je htio da upiše zanat i ode za brijača, ali se Ledić ipak odlučio za nastavak školovanja te otišao na studij u Prag koji nikada nije završio, gdje tijekom studiranja posjećuje muzeje, knjižnice i druge znanstvene ustanove, a naročito ga je privukla mitologija starih Slavena, koju je radi interesa za filmom na kraju ipak zapustio.  
Odlučuje putovati Europom. Godine 1909. odlazi u Budimpeštu, da bi Silvestrovo dočekao u Beču, gdje boravi tijekom 1910., a cijelu 1911. provodi u Pragu, odakle, sada već kao devetnaestogodišnjak, odlazi u tadašnju prijestolnicu filmske industrije, Berlin, gdje već 1912., radi pomoćne scenske poslove, bio je statist - glumac, šminker, crtač i postavlja č dekoracija (scenski radnik), da bi se potom zaposlio kod Ernesta Lubischa, kao asistent režije. 
Početak Prvoga svjetskog rata, kao vojni obveznik Austro-Ugarske Monarhije, dočekuje u Berlinu, te se skriva kako bi izbjegao mobilizaciju, potom kad ga otkrivaju, izbjegao je istu zbog problema s vidom i visoke dioptrije. U Berlinu upoznaje i svoju buduću suprugu.  

## Karijera u Kraljevini Jugoslaviji

### Berlinska epizoda
Nakon završetka Prvoga svjetskog rata, Ledić pokreće vlastiti filmski studio "Ocean film" te snima nijemi film o ukletom dvorcu "Angelo - Misterij Zmajgrada", kao kulisa za film poslužio je stari grad u u Iloku, tamošnji dvorac, kao i vinogradi iznad Dunava. Premijera Angela izvedena je 13. veljače 1920., u Berlinu, da bi nakon uspjeha berlinske premijere, film navodno bio prikazivan u kino dvoranama i drugdje u Njemačkoj, zatim po kinima u Francuskoj, Češkoj, Italiji, čak i u SAD-u, da bi, 1921., bio prikazivan i u Jugoslaviji, u zagrebačkom "Balkan kinu", kino dvorani koju su pokrenula braća Müller, danas nosi naziv Kino Europa. 
U Berlinu, Ledić je ostvario suradnju s Oskarom Messterom, Ernstom Lubitschom i zvijezdom nijemog filma Polom Negri. Zbog izbijanja ekonomske krize, uzrokovane hiperinflacijom, koja je uzroke vukla u plaćanju reparacija i uništenom gospodarstvu, Lubitsch i Negri se odlučuju na odlazak u SAD-e, gdje grade karijeru, a Ledić odlazi u Italiju, gdje već 1921., u Milanu sudjeluje u snimanju nekoliko filmova, da bi se 1922., odlučio konačno smjestiti u Zagrebu, koji je u razdoblju 1920-ih gospodarski rastao, te zbog takvog prosperitets, Ledić u Zagrebu 1922. osniva firmu Ocean film, koju je potom preimenovati u Jadran film.

### Povratak u Zagreb i zagrebački Hollywood
Kako bi mogao imati pravi filmski studio, po uzoru na hollywodske studije, odlučuje se na kupnju zemljišta, tada, na kraju grada. Prva Ledićeva zamisao bila je lokacija na Maksimirskoj cesti, gdje je uz dvorane za snimanje i obradu filmova, trebao biti izgrađen reprezentativni kinematograf, kao i središnja poslovna zgrada na kojoj bi stajao svijetleći natpis firme Ocean film, koji se po autorovoj zamisli mogao vidjeti iz Sesveta. Zbog manjka razumijevanja banaka i zajmodavaca za Ledićeve poslovne ideje, morao se pomiriti s skromnijim rješenjem, te tada na prigradskom ruralnom području, nadomak savskih mostova, dakle od početka Horvaćanske ulice do obale Save, područje današnjeg kvarta Knežije, realizira svoju ideju i gradi kompleks filmskih studija, kakvi su već tada postojali u Njemačkoj i SAD-u. 
Nacrt za svojevrsni "jugoslavenski Hollywood", filmski grad, izradio je arhitekt E. Banutay, zamislivši ga u duhu secesije, te je Ledić, 1925., svečano otvorio taj svoj filmski studio, ali umjesto velikog filmskog grada, izgrađen je bio tek mali studio s glavnom zgradom na Horvaćanskoj cesti, koja se mogla okarakterizirati kao niska razredna građevina, kojom je dominirao četverokutni toranj, te je bila smještena usred prostranog dvorišta, što je pomalo nalikovalo na ladanjski dvorac, te je Ledić organizirao zabave, popularne plesne čajanke, na kojima je prodavao razglednice s temom "jugoslavenskog Hollywooda", što je ukupno filmskom studiju donosilo dodatnu zaradu.

#### Snimanje Ciganske krv - dobrotvorke Balkana
Kako bi okupio glumce, kojima je obećavao svjetsku slavu, kao i , svoje brošure s pozivom za snimanje filma, Ledić je raspačavao po zagrebačkim školama i Zagrebačkom zboru, da bi 27. veljače 1927., za potrebe snimanja novog filma, po gradskim kavanama i kino dvoranama dijelio brošure s pozivom na sudjelovanje u snimanju filma: 
"Pozor! Filmsko snimanje! Poznato je da već odavno kod građanstva postoji veliki interes za domaći film 'Ciganska krv' (Dobrotvorka Balkana), koji se izrađuje u domaćoj tvornici filmova Jadran film k.d., pod režijom našeg režisera Franje Ledića. Kako je do sada nastupilo povoljno vrijeme za filmsko snimanje, to će se već u najkraćem vremenu još od jeseni zaostale scene snimiti i ovaj film dovršiti, tako da će se kroz 2 -3 tjedna moći u kinematografima prikazati. Da već u interesu razvitka domaćeg filma u nedjelju, dne 27. veljače (1927.), u 9 sati prijepodne na mjesto snimanja, u filmsku tvornicu Jadran, Horvaćanska 22/26... Svima prisutnima će to biti ugodan izlet l, gdje će uz pratnju glazbe biti veselo, a snimanje je za svakoga besplatno, te će se oni koji budu sudjelovali moći doskora vidjeti na platnu!"  
Na snimanju tog nijemog horor filma o Romima, pod naslovom "Ciganska krv - Dobrotvorka Balkana", u produkciji je kao snimatelj sudjelovao i Sergije Tagatz (snimatelj i redatelj porijeklom iz Rusije, koji je od 1922. živio i radio u Zagrebu, a u među ratnom je razdoblju ostvario suradnju s Ledićem). Radnja je bila smještena u savske čerge, s intrigantnom kriminalističkom pričom o ljubavi, strasti, ubojstvu i potjeri, s egzotikom rimskog načina života. Na snimanju se okupilo mnoštvo stanovnika Zagreba, navodno nekoliko tisuća, koji su se odazvali Ledičevu pozivu, mnogi su statirali, sanjajući hollywoodsku karijeru, te su sudjelovali u neuspjelom snimanju akcijske scene u kojoj je lik "Ciganina Brnje", u bijegu pred patrolom žandara skočio u Savu, da bi se na drugoj obali preobukao u haljine koje mu je donijela njegova ljubavnica. Zbog neispravne filmske vrpce u snimateljskoj kameri, navedena scena nikad nije bila snimljena. Nastavno, zbog manjka financijskih sredstava film nikad nije dovršen, te je dio snimljenom materijala Ledić montirao u fragment "Ciganin hajduk Brnja Ajvanar", filmska priča u trajanju od osam minuta, koja je bila prikazivana kao prateći program u kinima. Zbog neuspjelog snimanja 'Dobrotvorne Balkana', Ledić pada u dugove, da bi radi pronevjere novca i primate vjerovnika završio u pritvoru, gdje boravi 1927. godine. Uskoro zatvara firmu Jadran film, a prodaje i nekretninu izvjesnom Petru Gregoriću, iz Hatzove ulice u Zagrebu, koji ju zatim ponovno, u travnju 1929., prodaje gospodarstveniku Franji Kiseljaku, koji istu preuređuje i prenamjenjuje u urbanu vilu, Villa Kiseljak, u kojoj je do lipnja 1992. živjela njegova kćerka Heda (Hedviga) Kiseljak - Novaković (1908.-1992.), da bi se zbog neriješenih nasljednopravnih odnosa, iza pokojne Hedvige Kiseljak, u istoimenoj vili, negdje 2002., nastanili skvoteri. Zbog imovinskopravnih sporova, prostor je i dalje bio zapušten, povremeno su se tamo skrivale skitnice i beskućnici, te je na prostoru bio odlagan glomazni otpad, te je zbog opasnosti za ljude i okoliš, građevina u jesen 2021., bila srušena.

#### Sukob s kinoizvođačima braćom Müller
U svemu tome, Ledića su, sustavno i planski, nastojali spriječiti u pokretanju vlastite filmske proizvodnje, braća Leo i Alfred Müller, osnivači i vlasnici Balkan kina u Varšavskoj ulici u Zagrebu, kako bi udovoljiti interesima strane filmske produkcije, čije su filmove prikazivali, te su, navodno, Ledića kazneno prijavili ondašnjem redarstvu (policiji), pod optužbom, da je ovaj strani špijun, te je Ledić bio priveden i pritvoren na tri dana. U pritvoru su ga mučili i ispitivali, ali zbog izostanka osnovane optužbe, pušten je na slobodu, ali su ga braća Müller, preko tadašnjih novina difamirala, te je Ledić bio prisiljen odseliti u Novi Sad.
Unatoč poslovnom neuspjehu, Ledić ne miruje i pokreće prvi filmski časopis, Zvono, a u razdoblju od 1926. do 1941., putuje Kraljevinom Jugoslavijom, pritom snimajući reportaže o narodnim običajima, kulturnim i sportskim manifestacijama.   
Tako je, 1934., u Hrvatskom domu u Slavonskome Brodu bio prikazivan Ledićev dokumentarni film o Posavini, materijal koji je kasnije prodan Jugoslavenskoj kinoteci iz Beograda, da bi u kolovozu 1935., doputovao u Banja Luku, tada u Vrbaskoj banovini, gdje je obavio drugo filmsko snimanje u povijesti toga kraja, kada je filmskom kamerom, 16. kolovoza 1935., započelo snimanje aeromitinga u Banjoj Luci.

## Drugi svjetski rat
Početak Drugoga svjetskog rata, okupacija Jugoslavije i uspostava NDH, Ledić dočekuje u Zagrebu, te ga nove vlasti daju namještenje u Odjelu za filmske žurnale pri Državnom slikopisnom zavodu Hrvatski slikopis.  
Tijekom trajanja rata, boravio je u Imotskom, te ga u svojim sjećanjima spominje Antun Vrdoljak, navodeći kako je tijekom jednog od savezničkih zračnih napada na Imotski, 1943. - 1944., upravo Ledić okupljenom mnoštvu u skloništima u pećini, prikazivao filmove, opisujući ga kao "čudna čovjeka", da bi kasnije upoznao njegova sina Gerharda Ledića, s kojim je bio prijatelj.  
Završetak Drugoga svjetskog rata i slom NDH dočekuje u Zagrebu, gdje biva uhićen po djelatnicima Ozne, i sproveden u zatvor, zbog sumnje u suradnju s vlastima NDH te rada u Državnom slikopisnom zavodu Hrvatski slikopis. Kraće vrijeme boravi u pritvoru u zatvoru na Savskoj cesti, da bi zatim bio prebačen u logor Kanal. Za to vrijeme, njegov sin Gerhard, koji je 1943. završio građansku školu i Trgovačku akademiju u Zagrebu, kraj Drugoga svjetskog rata dočekuje u Sloveniji, gdje je sudjelovao u povlačenju vojske NDH i mnoštva civola pred jedinicama Jugoslavenske armije, u namjeri da se predaju Amerikancima i Britancima, te je u Slovenj Gracu zarobljen, te u koloni križnoga puta prolazi do Osijeka.  

## Socijalistička Jugoslavija
Nove vlasti socijalističke Jugoslavije Lediću nakratko po izlasku iz zatvora zabranjuju rad, odmah 1945. konfisciraju mu mali filmski studio, te se ovaj nakon kraćeg boravka u Imotskom, opet vraća u Zagreb, gdje živi sa ženom, sinom i kćerima.
Po povratku s križnoga puta, u kolovozu 1945., sin Gerhard, teško pronalazi stalni posao, da bi se u listopadu 1946., zaposlio u zagrebačkoj redakciji Vijesnika, gdje zahvaljujući znanjima stenografije, bilježi, 1947., intervju Frane Barbijerija s kardinalom Alojzijem Stepincom. 
U takvim okolnostima nametnute cenzure, Franjo Ledić se posvećuje svojoj drugoj zanimaciji, pod pseudonimima Dervenčanin, Stric Štef i Mali Đavolčić, tijekom 1950-ih, piše i objavljuje djela lirske i prozne naravi, uglavnom zavičajne tematike, da bi krajem 1960-ih objavljivat djela iz popularne publicistike koja su se ticala mitologije starih Slavena.

## Starost i smrt
Umro je u Zagrebu, 26. rujna 1981., u osamdeset i devetoj godini života, pokopan je na gradskom groblju Mirogoju.  
Njegov sin, Gerhard Ledić, bio je poznati novinar Vijesnika i Večernjeg lista, poznat kao leteći reporter. 